# Carmen Iovine
Carmen Iovine (Casagiove, 5 settembre 1972) è un'ex cestista italiana.

## Carriera
Centro di 190 cm, ha giocato nel massimo campionato italiano con Viterbo, Cesena, Alcamo e Caserta.